# Oh! Darling
Oh! Darling (Lennon/McCartney) är en låt av The Beatles inspelad och utgiven 1969. Låten spelas i filmen Across the Universe.

## Låten och inspelningen
För att vara en enkel pastisch på doo-wop jobbade Paul McCartney mycket på denna låt (20, 26 april, 17, 18, 22 juli, 11 augusti 1969) som troligen var något bearbetning av en skiss från ungdomstiden. McCartney hade heller inte sjungit med sin skrikande stil (à la Little Richard) på flera år och fick värma upp rösten under en period. Kanske hade McCartney här inspirerats av Frank Zappas 50-talspastischer på dennes LP Ruben & The Jets. Låten kom med på LP:n Abbey Road som utgavs i England och USA 26 september respektive 1 oktober 1969.